# Брукезієві
Брукезієві (Brookesiinae) — підродина плазунів з родини Хамелеонів. Має 3 роди. Інша назва «карликові хамелеони» та «лемурові хамелеони».

## Опис
Загальна довжина представників цієї підродини сягає 4—4,5 см. Забарвлення у них темно-зелене, здатність до зміни кольору у них розвинені слабко. Значну частину тіла займає голова, хвіст досить короткий, не чіпкий. Добре розвинуті очі, мають дуже гарний зір.

## Спосіб життя
Полюбляють тропічні ліси. Зустрічаються як на деревах, так й серед опалого листя. Активні вночі. Харчуються комахами.
Це яйцекладні ящірки. Самка відкладає 4-6 яєць на нижню сторону листя псевдопапірусу та інших болотних рослин, і більше про дітей не дбає. 

## Розповсюдження
Це ендемік Африки.

## Роди
- Brookesia
- Palleon